# Spring Point
Der Spring Point (englisch, französisch Cap W. Spring, in Argentinien Cabo Primavera) ist eine Landspitze an der Danco-Küste des Grahamlands auf der Antarktischen Halbinsel. Sie begrenzt südlich die Einfahrt von der Hughes-Bucht in die Brialmont-Bucht.
Teilnehmer der Belgica-Expedition (1897–1899) des belgischen Polarforschers Adrien de Gerlache de Gomery entdeckten sie und nahmen eine grobe Kartierung vor. De Gerlache benannte sie nach dem belgischen Chemiker Walthère Victor Spring (1848–1911), einem Mitglied der Expeditionskommission.